# Antônio Mâncio da Costa
Antônio Mâncio da Costa (Desterro, 15 de fevereiro de 1886 — Blumenau, 10 de junho de 1971) foi um político brasileiro.
Jovem, ainda, no Rio de Janeiro, estudou Farmácia, titulando-se; seu diploma era assinado pelo sábio Oswaldo Cruz; depois estudou medicina, quando então foi colega de Leonel Franca, que mais tarde, seguiu o sacerdócio católico na Companhia de Jesus, notabilizando-se; de Manuel de Abreu, o inventor da Abreugrafia; por fim, de outros vultos notáveis; estudou as Artes Médicas com Miguel Couto, de quem foi assistente. .
Secretário particular do governador de Santa Catarina Hercílio Luz, foi superintendente (cargo atualmente equivalente ao de prefeito municipal) interino de Florianópolis.
Foi deputado estadual por Santa Catarina na 11ª legislatura de Santa Catarina (1922 — 1924).